# ウルフ・シュミット
ウルフ・シュミット（Ulf Schmidt, 1934年7月12日 - ）は、スウェーデン・ストックホルム県ナッカ出身の男子テニス選手。1958年のウィンブルドン選手権男子ダブルスでスベン・デビッドソンとペアを組んで優勝し、スウェーデン人のテニス選手として最初のウィンブルドン優勝者になった人である。彼は男子テニス国別対抗戦・デビスカップにおいて、1955年から1964年まで10年間スウェーデン代表選手を務め、通算勝利数（66勝36敗）・ベストダブルスチーム（16勝8敗）と出場試合数（38試合）の3部門でチーム歴代1位記録を樹立した。1962年の全日本テニス選手権男子シングルスで優勝したこともある。
シュミットは1955年からデビスカップのスウェーデン代表選手を務め、スベン・デビッドソンやヤン＝エリック・ルンドクイストとともに、1950年代後半のスウェーデンテニス界をリードした。1956年の全仏選手権で4大大会に初出場する。彼は1956年と1957年、2年連続でウィンブルドン選手権の男子シングルス準々決勝進出を決めた。1956年はケン・ローズウォール、1957年はニール・フレーザーに敗れ、どちらもオーストラリアの強豪選手に道を阻まれる。1958年のウィンブルドン男子ダブルスで、シュミットは同僚選手のデビッドソンとペアを組み、決勝で第1シードのフレーザー＆アシュレー・クーパー組（ともにオーストラリア）を 6-4, 6-4, 8-6 で破って初優勝を決めた。これはスウェーデンのテニス選手が獲得した最初のウィンブルドン・タイトルである。この偉業の後、彼は全米選手権でマルコム・アンダーソン（オーストラリア）との準決勝に進出し、ここで4大大会シングルスの自己最高成績を出した。
ウィンブルドン男子ダブルス優勝の翌年にあたる1959年、シュミットはキャリアで唯一の全豪選手権に出場し、シングルス・ダブルスともに準々決勝まで進出した。スウェーデンからの出場選手は、シュミットとルンドクイストの2人であった。シュミットはシングルス準々決勝でアレックス・オルメド（ペルー）に 4-6, 7-9, 6-3, 6-3, 5-7 に競り負け、ダブルスではルンドクイストと組んだ。 1962年全米選手権を最後に、シュミットはグランドスラム大会から撤退する。4年ぶりに出場した全米選手権では、2回戦で第4シードのラファエル・オスナ（メキシコ）に 10-8, 3-6, 6-4, 3-6, 2-6 で敗れた。この後、シュミットは全日本テニス選手権で日本の地を訪れ、男子シングルス決勝で石黒修を 6-4, 6-2, 2-6, 6-1 で破って優勝した。
ウルフ・シュミットは1964年までデビスカップのスウェーデン代表選手を務め、最後の年にスウェーデン・チームを「インターゾーン」決勝まで導いた。スウェーデンは「ヨーロッパ・ゾーン」の勝者として、1964年8月29日-31日に地元スウェーデンのバスタッドで「アメリカン・ゾーン」勝者のオーストラリアと対戦した。スウェーデンはオーストラリアに5戦全敗で敗れ、前年度優勝国アメリカとの「ワールドグループ・チャレンジラウンド」（当時の決勝戦）進出を逃した。シュミットは10年間の代表経歴を通じて、通算勝利数（66勝36敗）・ベストダブルスチーム（ヤン＝エリック・ルンドクイストとの同一ペアで16勝8敗）・代表選手としての出場試合数（38試合）の3部門でチーム歴代1位記録保持者になった。
デビスカップ引退から40年後の2004年、ウルフ・シュミットはレナート・ベルゲリン、スベン・デビッドソンとともに「スウェーデン・テニス殿堂」入りを果たした。